# إليزابيث أميرة هسن والراين
إليزابيث أميرة هسن والراين (بالروسية: Елизавета Фëдоровна Романова) هي إليزابيث فيودورفنا دوقة روسيا ولدت في 1 نوفمبر 1864 وتوفيت في18 يوليو 1918. وهي أميرة ألمانية من بيت هسن، وزوجة الدوق الأكبر سيرغي الكسندروفيتش الروسي، وهوالابن الخامس للإمبراطور ألكسندر الثاني وماري أميرة هيس والراين وحفيدة الملكة فيكتوريا. اشتهرت إليزابيث في المجتمع الروسي بجمالها والأعمال الخيرية التي تقدمها للفقراء.
في ليلة 18 يوليو 1918، قتل البلاشفة إليزابيث ومعها دوق وأربعة أمراء واثنين من حاشيتهم في منجم "سليم الجديد" الذي يبعد حوالي 18 كيلومتراً عن ألابايفسك، عبر إلقائهم في المنجم ومن ثم تفجيره بقنبلة يدوية. إليزابيث هي قديسة في الكنيسة الأرثوذكسية.